# Tibellus oblongus

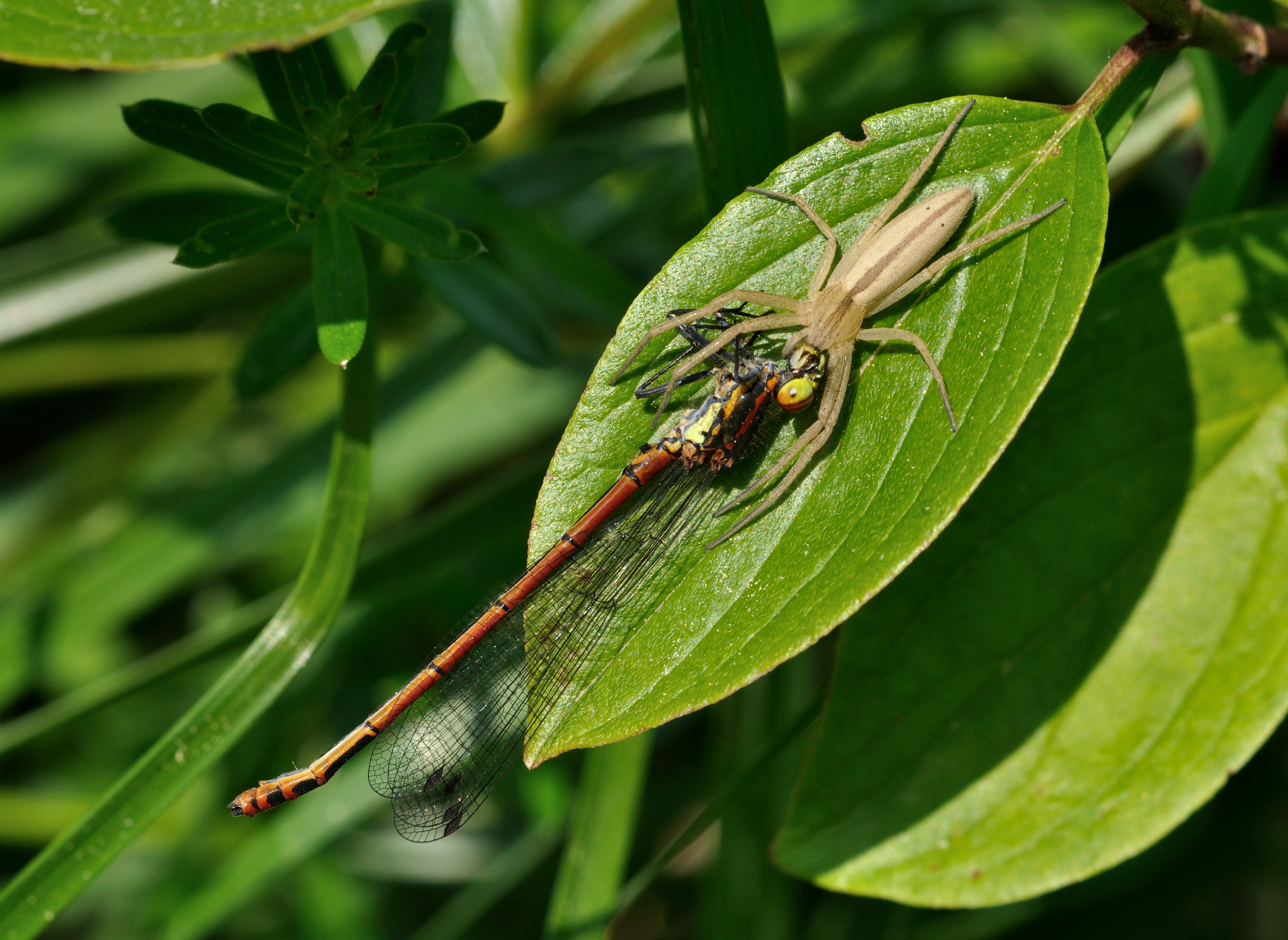
Tibellus oblongus mit erbeuteter Früher Adonislibelle.

Tibellus oblongus ist eine Webspinne aus der Familie der Laufspinnen (Philodromidae).

## Merkmale
Tibellus oblongus erreicht eine Körperlänge von 8 bis 10 Millimetern. Die Art erinnert aufgrund des langgestreckten Hinterleibs und der in Ruhelage dicht am Körper angeschmiegten Beine sehr an eine Streckerspinne, auch hier wird das dritte Beinpaar stark abgeknickt. Tibellus oblongus ist jedoch aufgrund der etwas schuppigen, deutlichen Behaarung von einer Streckerspinne zu unterscheiden. Die Grundfärbung ist beim Weibchen hell gelbbraun, in der Mitte des Vorder- und Hinterkörpers befindet sich jeweils ein dunkelbraunes Längsband, die Seiten des Abdomens sind ebenfalls verdunkelt, zwischen den dunklen Längsstreifen liegen hellere, schmalere Längsstreifen und im hinteren Teil des Abdomens zwei oder seltener vier schwarze Punkte. Das Männchen ist viel dunkler und kontrastreicher gezeichnet. Die Grundfärbung ist beim Männchen mehr hellgrau mit fast schwarzen Längsbinden.

## Vorkommen
Tibellus oblongus kommt in Europa vor. Sie ist sowohl an feuchten als auch an trockenen Orten anzutreffen. Sie bevorzugt jedoch immer gut besonnte Stellen, wie Feuchtwiesen, Gewässerufer oder Heidegebiete, hier besonders auf sandigem Untergrund.

## Gefährdung
Die Art ist weit verbreitet, in geeigneten Habitaten häufig, und wird in Deutschland in der Roten Liste als „nicht gefährdet“ eingestuft.

## Lebensweise
Die Spinne ist mit den gestreckten Beinen und der schmalen Körperform schwer in der Vegetation zu finden. Sie stellt jedoch im Gegensatz zu den ähnlich gebauten Streckerspinnen keine Netze her, sondern überwältigt Beutetiere, wie alle Laufspinnen, mit schnellem Zugriff. 
Bei der Paarung sitzt das Männchen beim Einführen des Tarsus fast rechtwinklig zum Weibchen. Der Vorderkörper des Männchens weist dabei nach unten. Im Hochsommer sitzen die Weibchen schützend über ihrem Eikokon. Dieser ist an dünnen Halmen schmal und langgestreckt, auf flächigem Untergrund dagegen scheibenförmig. Im Laufe der Zeit wird die Färbung des nistenden Weibchens grauer und kontrastärmer, schließlich gehen auch die schwarzen Punkte verloren.